# САБ 29 Тунан
САБ 29 Тунан (швед. Saab 29 Tunnan) је шведски ловачки авион прве генерације, који је производила компанија САБ (енгл. Saab), непосредно након Другог светског рата. Назив Тунан на шведском значи буре, односи се на спољњи изглед авиона. Упркос свом неспретном изгледу, САБ 29 је био успешан авион, у улози ловца-бомбардера. Остао је у оперативној употреби шведског ваздухопловства, читаве две деценије, а коришћен је и изван Шведске.

## Историјат
Након Другог светског рата, одлучено је да је Шведској потребна јака противваздухопловна одбрана, заснована на новим технологијама, с млазним погоном. Пројекат „ЈксР." почео је крајем 1945. године, с два предлога из САБ компаније, коју је тада предводио Ларс Брисинг. Први предлог, који био под кодним именом Р101, је био с идејом да се направи сличан авион америчком P-80 Шутинг стар (труп у облику цигаре). Ипак је прихваћен концепт са трупом већег пресека, под кодним именом Р1001, који је показао боље аеродинамичке карактеристике.
Оригинални Р1001 је пројектован с крилом без угла стреле, али је након истраживања уведена стрела од 25 степени. Са овом изменом је смањен таласни отпор крила, на трансоничним брзинама. Повећан је критични Махов број, па је и повећана максимална брзина лета. САБ Јосип (САБ 201) је први авион у Шведској, на коме је испитивано стреласто крило, у лету. Где и како су добављени подаци за конструкцију крила, остало је непознато. Саб 29 прототип је полетео први пут 1. септембра 1948. То је био мали здепаст авион с чеоним усисником ваздуха, с малом кабином и са стреластим крилом мале релативне дебљине. Пробни пилот је био енглез, Роберт А. „Боб“ Мур, који је постао први директор САБ д. о. о ГБ, Уједињено Краљевство, основано 1960.године. Мур је описао авион као „Ружно паче на писти - а ласта у ваздуху“. Због свог изгледа, САБ Ј 29 брзо је добио надимак „Тунан“ ("Летеће буре"). Укупно 661 Тунана су произведени од 1950. до 1956, што је за Шведске услове велика серијска производња, највећа за било који из породице САБ авиона.

## Техничке карактеристике

### Опште спецификације
- Посада: 1
- Дужина: 11,00
- Распон крила: 10,23
- Висина: 3,75
- Површина крила: 24,15 m²,
- Маса празног авиона: 4845
- Максимална полетна маса: 8375
- Мотор: Компанија Волво Аеро-РМ2Б (1 × 27 kN)

### Карактеристике лета
- Максимална брзина: 1060
- Долет: 1100
- Брзина пењања: 32.1 m/s (1926 m/min)

### Наоружање
- Топови: 4 × 20
- НАР (75, 145, 150, 180 mm/hr)
- УР - «ваздух-ваздух» Рб.24

## Верзије
- Ј 29 - Четири прототипа изграђена од 1949. до 1950. године.
- Ј 29А - 224 ловачко бомбардерска авиона, рађена од 1951. до 1954, а у каснијој производњи су премештене ваздушне кочнице с крила на труп авиона, испред врата главних ногу стајних органа.
- Ј 29Б - 332 авиона, изграђена у периоду од 1953. до 1955; садржао је 50% већи капацитет горива и спремиште за више бомби и невођених ракета.
- 29Б - Има исте особине као и авион Ј 29Б, али различите употребе.
- С 29Ц - 76 извиђачких авиона, направљених од 1954. до 1956, пет камера је уграђено на носу авиона (без наоружања). Ова варијанта је камуфлирана тамнобраон и тамнозеленим маскирним бојама.
- Ј 29Д - Прототип за испитивање млазног мотора гост РМ2А потиска 27,5 kN. Пројекат је напуштен 1961.
- Ј 29Е - 29 борбених авиона, израђених 1955; с уграђеним зубом на крилу, у функцији усмеривача ваздушне струје.
- Ј 29Ф - 308 авиона преправљених претходних верзија од 1954. до 1956; садржи мотор са накнадним сагоревањем и побољшање крила с верзије Ј 29Е, сви преостали авиони од 1963. били опремљени АИМ-9Б Сајдвиндер термичким самонавођењим ваздух - ваздух ракетама које је производио САБ под лиценцом „рб 24". На овај начин је САБ 29 Тунан закорачио у другу генерацију борбених авиона.

### Ј 29Б
Након Ј 29А дошао је Ј 29Б који је добио додатне спремнике за гориво у крилима чиме му је запремина повећана за 50 процената. Уз то је под крилима добио подкрилне носаче за бомбе и невођене ракете ваздух-земља како би се могао користити и као подршка копненим снагама. На свако крило су стављена по два носача. Због тога се понекад означавао и као А 29Б, гдје је А била ознака за (енгл. Atack) (јуришник).
Ј 29Б је на подкрилним носачима могао понети до дванаест навођених ракета ваздух-земља калибра 75 mm. Ракете су се носиле по три на сваком носачу. За борбе против оклопнх возила носио је ракете калибра 145 mm, а за уништавање утврђених циљева ракете калибра 150 mm. На носаче су се могле поставити и класичне невођене бомбе (укључујући и напалм), а исто тако и додатне одбациве резервоаре за гориво запремине 400 или 500 литара. Са овим резервоарима за гориво је знатно повећан долет и тактички радијус. Та карактеристика је важна за летове над пространствима слабо насељене северне Шведске.
Први лет Ј 29Б обавио је 11. марта 1953, а од 1953. до 1955. укупно их је произведено 332 примерка. Овај авион је 1954. оборио светски рекорд у брзини на кружној стази дужине 500 km, при чему је постигао просечну брзину лета од 977,35 km/h. Без обзира што није достигао славу МиГ-15, F-84 Тандерџет или F-86 Сејбра, многи сматрају да је Ј 29Б био најбољи ловац с почетка педесетих година прошлог века. Током 1953. године група шведских пилота добила је прилику да својим авионима посети Уједињено Краљевство. Омогућено им је да лете на америчким ловцима F-86 Сејбр. Пилоти су закључили да оба авиона имају врло сличне летне карактеристике, осим што Тунан има бољи маневар од Сејбра. Сејбр је имао предност у већој брзини пењања.

### С 29Ц
Због свог статуса неутралности и специфичне политичке ситуације у којој се Шведска нашла након завршетка Другог свјетског рата, стиснута између блока капиталистичких држава које ће убрзо формирати НАТО савез и блока новонасталих комунистичких држава које ће под патронатом Москве ући у Варшавски уговор. Због те ситуације шведско ратно ваздухопловство имало је један посебан задатак - извиђање совјетских војних постројења на Балтику. За ту намену су коришћени различити авиони. Након што су совјетски МиГ-ови 15 оборили шведски Ц-47 Дакота изнад Балтика те након тога и Каталину шведско ратно ваздухопловство се могло ослонити још само на своје извиђачке Спитфајере (енгл. Spitfire PR 19). Појава МиГ-а 15 и касније МиГ-а 17 онемогућила је сигурну употребу тих авиона. Због тога је на основи Ј 29Б развијена напреднија верзија С 29Ц. Ознака С била је за Спанинг (извиђачки).
Ова верзија је добила промењен носни део трупа, с равним доњим делом и бочним страницама како би се створио простор за уградњу пет камера различитих величина и намена. Због уградње камера уклоњена су сва четири топа, а због специфичности задатка сви модели С 29Ц су добили и радаре за упозорења од приближавања летелица из задње полусфере. Првобитно је радар уграђен у вертикални стабилизатор али је накнадно премештен у стражњи део трупа.
Први лет С 29Ц обавио је 3. јуна 1953. Од 1954. до 1956. изграђено је 76 авиона ове верзије. И док је већина Ј 29 завршавана у природној сребрној боји алуминијума С 29Ц је добио маскирну боју од комбинације тамносмеђе и тамнозелене. Авиони су овим бојама премазивани само са горње стране трупа док су с доње добили светлоплаву нијансу.
Два су С 29Ц 1955. поставили брзински рекорд на кружној стази дужине 1000 километара остваривши просечну брзину лета од 900,6 km/h. Захваљујући својим С 29Ц, шведско ратно ваздухопловство је могло још готово целу деценију несметано извиђати балтичко приобаље Совјетског Савеза, све док се нису појавили у већем броју надзвучни совјетски ловци МиГ-19 наоружани вођеним пројектилима ваздух-ваздух (друга генерација).

### Ј 29Д
Како је од самог почетка летних испитивања било јасно да Ј 29 може поднети мотор знатно веће снаге САБ и Свенска Флугмотор (Шведски авиомотори) су наставили развој јачег мотора који би до крајњих граница искористио све потенцијале Тунана. Због тога је развијена верзија мотора Гост са саставом за накнадно сагоревање означен као РМ2А. Нови мотор је с укљученим накнадним сагоревањем давао максимални потисак од 27,5 kN. Тај је мотор ради летних испитивања уграђен у један преиначени Ј 29Б који је означен као Ј 29Д. Нажалост овај је авион уништен 1961. године иако је био вредан примерак шведске ваздухопловне индустрије.

### Ј 29Е
Након што је фабрика Свенска Флугмотор осигурала нови, знатно јачи мотор на ред су дошли стручњаци САБ-а да за њега направе одговарајућу верзију Тунана. Јачи мотор је могао Ј 29 обезбедити надзвучне брзине. Испитивања у аеротунелу и искуства стечена током оперативне употребе су показала да би масиван труп без већих проблема издржао лет с надзвучном брзином. За разлику од трупа крила су при високим подзвучним брзинама показивала неке недостатке с локалним ударним таласима, које су изазивали вибрације и губитак стабилноси и управљивости авиона. Да би то -ови Стручњаци САБа су лечили ову појаву с уградњом зуба на нападну ивицу крила, у циљу побољшања процеса опструјавања крила с ваздухом на трансоничним брзинама. Пројектанти су уклонили и преткрилца која су се протезала од зуба до краја крила јер су испитивања показала да је упркос томе задржана ниска брзина слетања. То ново крило је први пут испитано на верзији авиона Ј 29Е, који први пут полетео 3. децембра 1953. Без обзира што се ово решење добро показало, током 1955. је произведено само 29 примерака овог авиона. Разлог због чега није произведено више примерака лежи у чињеници да нису добили моторе са накнадним сагоревањем, па је овај модел био тек прелазно решење између Ј 29Б и Ј 29Ф. Како се ново крило показало знатно боље од старог њиме су накнадно опремили и све С 29Ц без промене ознаке авиона.

### Ј 29Ф
Ј 29Ф је последња израђена верзија Тунана на којој су Сабови стручњаци ујединили све најбоље са претходних верзија и додали нова решења. Тако је Ј 29Ф добио мотор с накнадним сагоревањем и ново крило с аеродинамичким зубом с верзије Ј 29Е. Први примерак Ј 29Ф је полетио 20. марта 1954. и одмах се показао са знатно бољим могућностима убрзања и постизања максималне брзине. Најочигледније последице јачег мотора биле су скраћивања дужине полетања и знатни пораст брзине пењања. Шведско ратно ваздухопловство је било одушевљено новим ловцем, али је ипак усвојило одлуку да се оконча производња. Наиме, сви дотадашњи произведени Ј 29 прикупили су релативно мало сати лета те је шведско ратно ваздухопловство закључило да је исплативије провести свеобухватну модернизацију свих Тунана и тако их у неколико година довести на исти стандард. За модернизацију су одабрани 1 (и једини) Ј 29Д, 288 модела Ј 28Б и 19 Ј 29Е.
Сви Ј 29Ф који су 1963. још увек били у оперативној употреби добили су могућност ношења два инфрацрвено самонавођена пројектила АИМ-9Б Сајдвиндер. Сајдвиндер је по лиценци производио Саб, а шведско ратно ваздухопловство му је дало ознаку Рб24. Иако је први пут полетио још 1948, верзија Ј 29Ф је ушла у оперативну упорабу тек 1955.

## Корисници
- Аустрија - Аустријско ваздухопловство,.
- Шведска - Шведско ваздухопловство, (швед. Svenska flygvapnet).
- Уједињене нације.